# Opuntia robusta

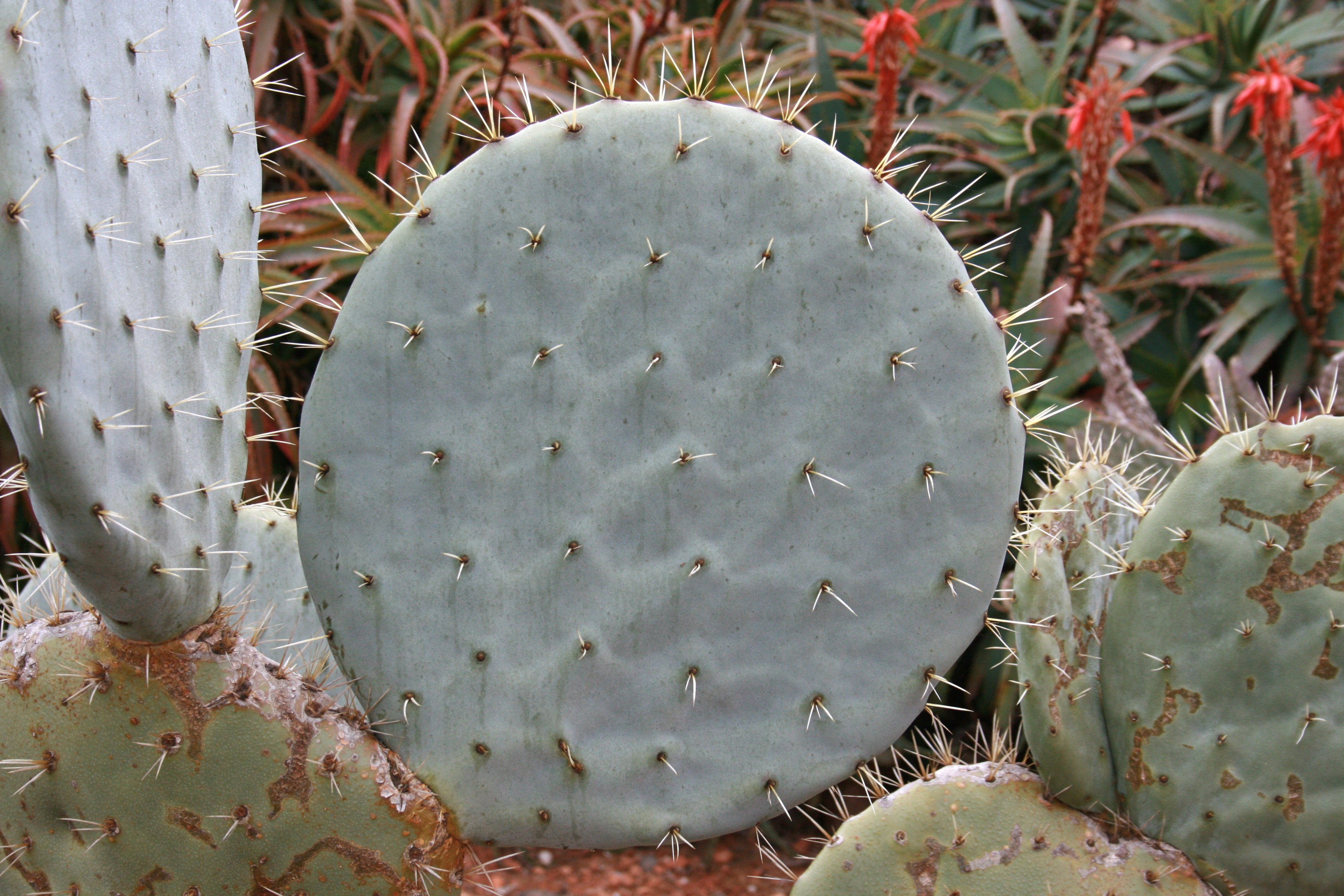
Cladodi

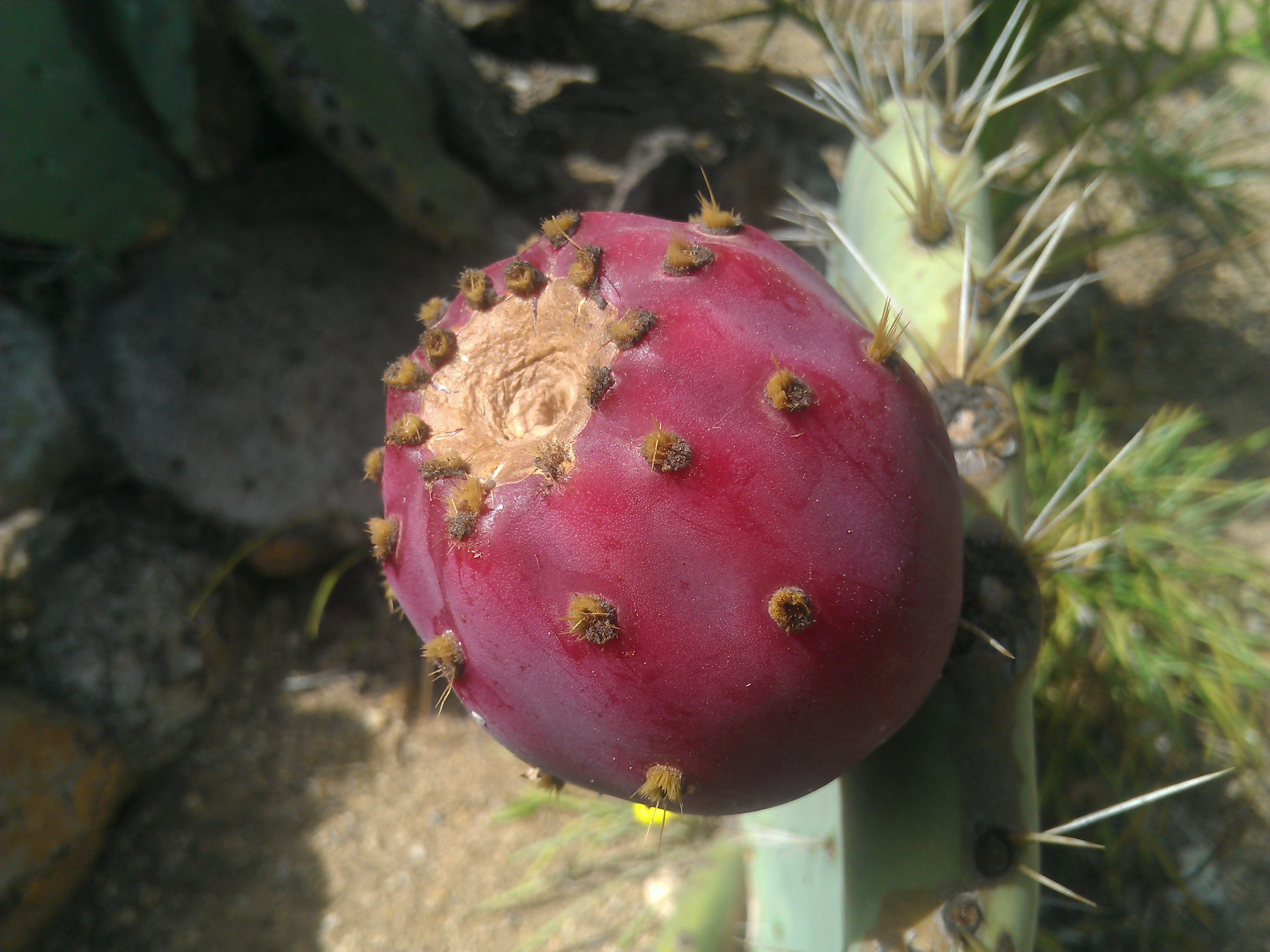
Fruit

Opuntia robusta és una espècie de planta fanerògama de la família dels cactus, nativa d'Amèrica del Nord a Mèxic.
Planta arbustiva d'1 a 1,5 m d'alçada, tronc ben definit, ramificat des de la base. Cladodis aplanats, circulars o una mica oblongs fins obovats de 15 a 40 cm de llarg o més i 28 cm d'ample; molt gruixuts de fins a 2,5 cm de gruix, verd clar blaus, glaucs, sense taques vermell porpra sota l'arèola; epidermis glabra i cerosa; fulles curtes còniques.
Arèoles ovades, lleugerament enfonsades, de 7 a 8 sèries, distants de 4 a 5,5 cm, variables en grandària; amb un marge de feltre curt negre o blanc groguenc i feltre bru al centre; gloquidis de groguencs a marrons, prims, d'1 a 18 mm de llarg. A les arèoles de les vores dels cladodis els gloquidis són més llargs i abundants, de fins a 25 mm de llarg. Espines subulades, aplanades a la base, divergents, de mides variables fins a 5 cm de llarg; en nombre d'1 a 6, generalment absents en la varietat larreyi; blanc-groguenques amb la base groguenca o castanya.
Floreix d'abril a maig. Flors de 5 a 7 cm de llarg i 8 cm de diàmetre a l'antesi, groc intens; segments externs romboïdals emarginats o mucronats, grocs amb tint verd vermellós al centre i àpex; segments interns obovats, d'emarginats a mucronats, groc intens; pericarpel amb tubercles gruixuts i escassos, gloquidis de fins de 3 mm de llarg. En aquestes plantes és freqüent trobar tant flors unisexuals com hermafrodites. Fructifica de setembre a octubre. Els fruits són amples, subglobosos, globosos o el·líptics, vermells; arèoles del pericarpel escasses, amb feltre de color marró clar; gloquidis de 3 mm de llarg, grocs, polpa vermella; llavors d'aproximadament fins a 5 mm de llarg.

## Taxonomia
Opuntia robusta va ser descrita per J.C. Wendl. i publicada a Cat. Hort. Herrenh., l'any 1835.

### Etimologia
- Opuntia: nom genèric que prové del grec usat per Plini el Vell per a una planta que va créixer al voltant de la ciutat d'Opunte a Grècia.[3]
- robusta: epítet llatí que significa "robusta".[4]

### Sinonímia
- Opuntia camuessa F.A.C. Weber
- Opuntia gorda Griffiths
- Opuntia guerrana Griffiths
- Opuntia larreyi F.A.C. Weber ex Coult.
- Opuntia robusta var. guerrana (Griffiths) Sánchez-Mej.
- Opuntia robusta var. larreyi (F.A.C. Weber ex Coult.) Bravo[5]